# Ludwig von Buttlar
Ludwig Ernst Karl Walrab Freiherr von Buttlar (* 9. April 1850 in Elberberg; † 11. Juni 1928 in Buttlar, Rhön) war ein deutscher Verwaltungsbeamter.

## Leben
Ludwig von Buttlar wurde als Sohn des Forstwirts und Politikers Rudolf von Buttlar und dessen Ehefrau Luise von Buttlar zu Elberberg (1805–1882), Tochter des kurhessischen Landjägermeisters Gottlob Friedrich Wilhelm von Buttlar (1769–1849) und dessen Frau Julie Karoline Sophie von und zu Gilsa (1782–1860) geboren. Er war ein Bruder des Rudolf von Buttlar-Elberberg (1835–1905) und mit Amélie geb. von Schwertzell zu Willingshausen auf Schloss Elberberg verheiratet. Aus der Ehe gingen die Kinder Georg  Rudolf Ludwig August Wilhelm Viktor Walrab (1878–1937, Königlich-Preußischer Referendar), Karl Ludwig Gerhard Georg Walrab (1880–1941, Hauptmann a. D.),
Marie-Luise  Bertha Helene Elisabeth Emma (1883–1961, Seniorin des Stifts Fischbeck) und
Edgar August Wolfgang Walrab (1889–1955, Generalmajor a. D., Rechtsritter des Johanniter-Ordens) hervor. Er erhielt Hausunterricht und trat Ostern 1862 in die Quarta der Klosterschule Roßleben ein. Ab 1866 besuchte er das Gymnasium Rinteln, wo er am 13. September 1869 das Abitur ablegte. Ab dem 1. April 1870 diente er als Einjährig-Freiwilliger im (sächsischen) Garde-Reiter-Regiment (1. Schweres Regiment). Mit ihm zog er am 15. Juli 1870 in den Deutsch-Französischen Krieg. Zuletzt war er Sekondeleutnant der Landwehr-Kavallerie des 1. Bataillons des 5. Landwehrregimentes Nr. 104. Am 24. März 1882 schied er mit dem Charakter eines Premierlieutenants der Landwehr-Kavallerie aus dem Militärdienst aus.
Er studierte ab Herbst 1871 an der Georg-August-Universität Göttingen Rechts- und Staatswissenschaften. 1872 wurde er wie Wilhelm Denicke Mitglied der Landsmannschaft Verdensia Göttingen, die von 1876 bis 1880 als Corps firmierte. Nach dem Tod des Vaters 1874 verwaltete er den Familienbesitz. Ab dem 4. Mai 1883 war er „zum Zwecke seiner Vorbereitung für das Amt eines Landrates“ zugleich beim Landratsamt des Kreises Witzenhausen beschäftigt. Vom 3. April 1883 bis zum 16. August 1883 war er Landratsamtsverwalter und wurde am 19. Oktober 1883 mit der kommissarischen Verwaltung des Landratsamtes des Landkreises Wolfhagen beauftragt. Am 2. Februar 1885 bestand er in Kassel die Landratsprüfung und wurde daraufhin am 25. Februar 1885 zum Landrat ernannt.
Bei einer Ersatzwahl 1893 kandidierte er im Reichstagswahlkreis Regierungsbezirk Kassel 1 als konservativer Kandidat für den Reichstag und gelangte mit 28,7 % der Stimmen in die Stichwahl. Im Kreis Wolfhagen hatte er 72,7 % der gültigen Stimmen erhalten, im Kreis Hofgeismar noch 19,7 % und im Kreis Rinteln nur 9,6 %. In der Stichwahl unterlag er dem antisemitischen Kandidaten Adolf König. Er saß im Kommunallandtag Kassel und im Kreistag. Aufgrund der Novemberrevolution war er seit dem 6. November 1918 beurlaubt. Am 1. April 1919 wurde er auf eigenes Gesuch wegen Krankheit mit Pension in den Ruhestand versetzt.

## Schriften
- Das Werden unseres Geschlechts, Vacha (Rhön) 1925, [2. Aufl.]

## Auszeichnungen
- Eisernes Kreuz 2. Klasse
- Roter Adlerorden 3. Klasse
- Königlicher Kronen-Orden (Preußen) 3. Klasse
- Charakter als Geheimer Regierungsrat[3]
- Ernennung zum Ehrenbürger der Stadt Wolfhagen[4]
- Kriegsgedenkmünze 1870/71
- Bandverleihung des Corps Hercynia Göttingen[4]